# Buccinoidea
Buccinoidea (лат.) — надсемейство брюхоногих моллюсков из группы ценогастроподы (Caenogastropoda). В основном морские моллюски от очень мелких до крупных. Питаются преимущественно животной пищей. Распространены по океанам мира от Северного Ледовитого океана до Антарктики и от приливных до абиссальных глубин.
Это надсемейство относится к кладе Neogastropoda в соответствии с таксономией Gastropoda (Bouchet & Rocroi, 2005). Он был помещен в инфраотряд Neogastropoda в соответствии с таксономией Gastropoda (Ponder & Lindberg, 1997) .

## Семейства
Надсемейство включает следующие семейства:
- Austrosiphonidae Cotton & Godfrey, 1938
- Belomitridae Kantor, Puillandre, Rivasseau & Bouchet, 2012
- Buccinanopsidae Galindo, Puillandre, Lozouet & Bouchet, 2016
- Buccinidae Rafinesque, 1815
- Busyconidae Wade, 1917 (1867)
- Chauvetiidae Kantor, Fedosov, Kosyan, Puillandre, Sorokin, Kano, R. Clark & Bouchet, 2021
- Colidae Gray, 1857
- Colubrariidae Dall, 1904
- Columbellidae Swainson, 1840
- Cominellidae Gray, 1857
- Dolicholatiridae Kantor, Fedosov, Kosyan, Puillandre, Sorokin, Kano, R. Clark & Bouchet, 2021
- Eosiphonidae Kantor, Fedosov, Kosyan, Puillandre, Sorokin, Kano, R. Clark & Bouchet, 2021
- Fasciolariidae Gray, 1853
- Melongenidae Gill, 1871 (1854)
- Nassariidae Iredale, 1916 (1835)
- Pisaniidae Gray, 1857
- Prodotiidae Kantor, Fedosov, Kosyan, Puillandre, Sorokin, Kano, R. Clark & Bouchet, 2021
- Prosiphonidae Powell, 1951
- Retimohniidae Kantor, Fedosov, Kosyan, Puillandre, Sorokin, Kano, R. Clark & Bouchet, 2021
- Tudiclidae Cossmann, 1901

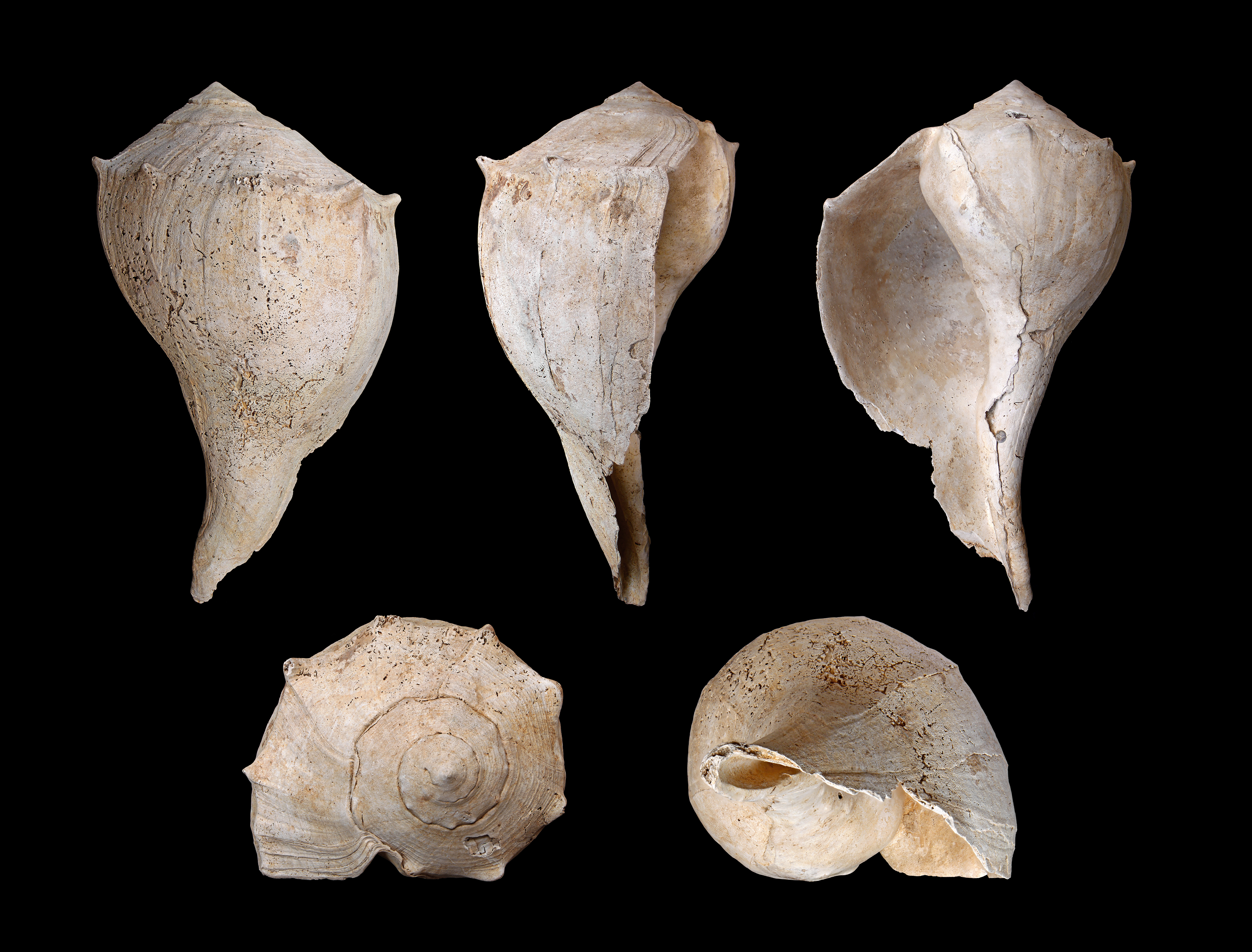
Busycon contrarium, Busyconidae
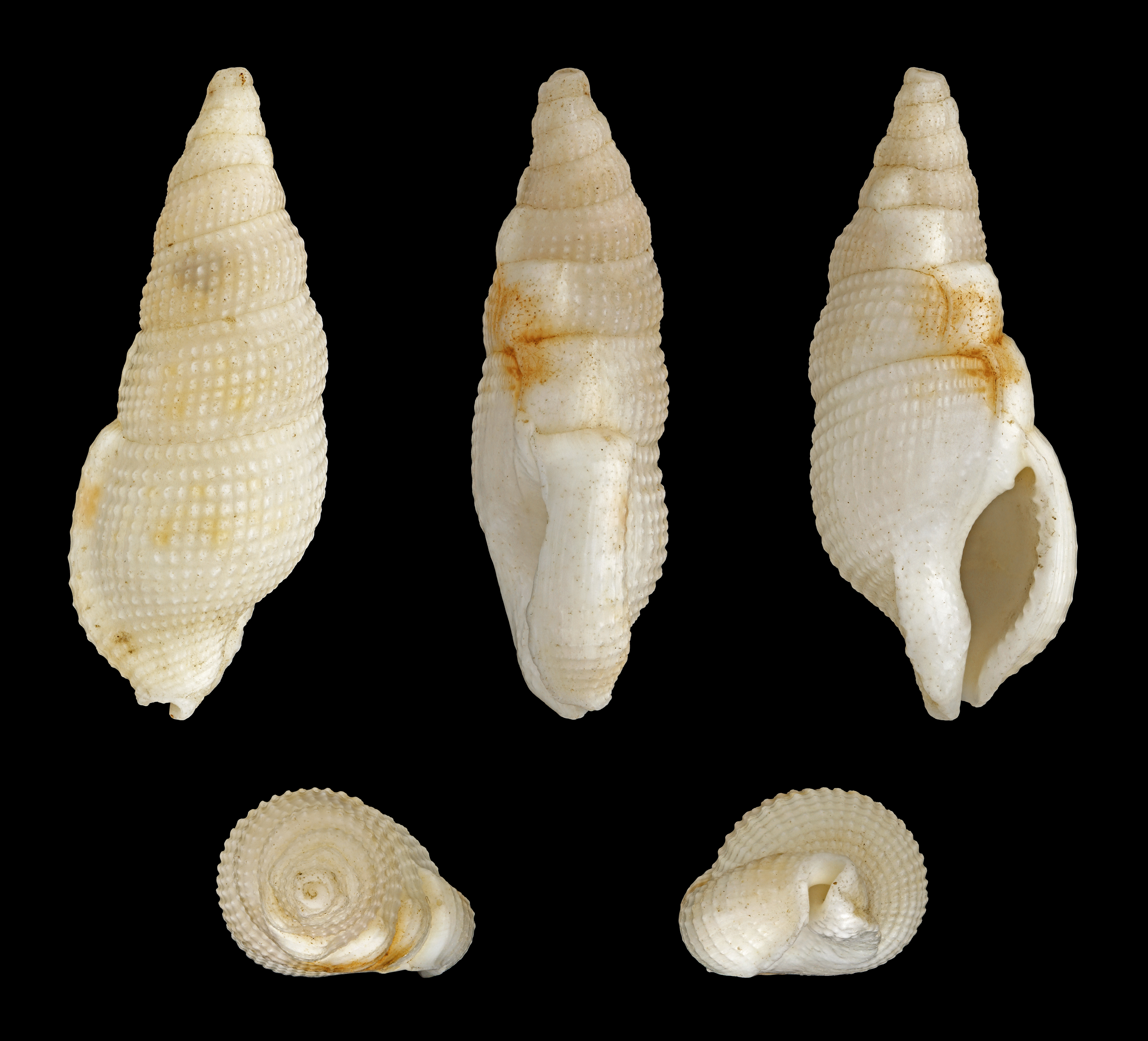
Colubraria tortuosa, Colubrariidae
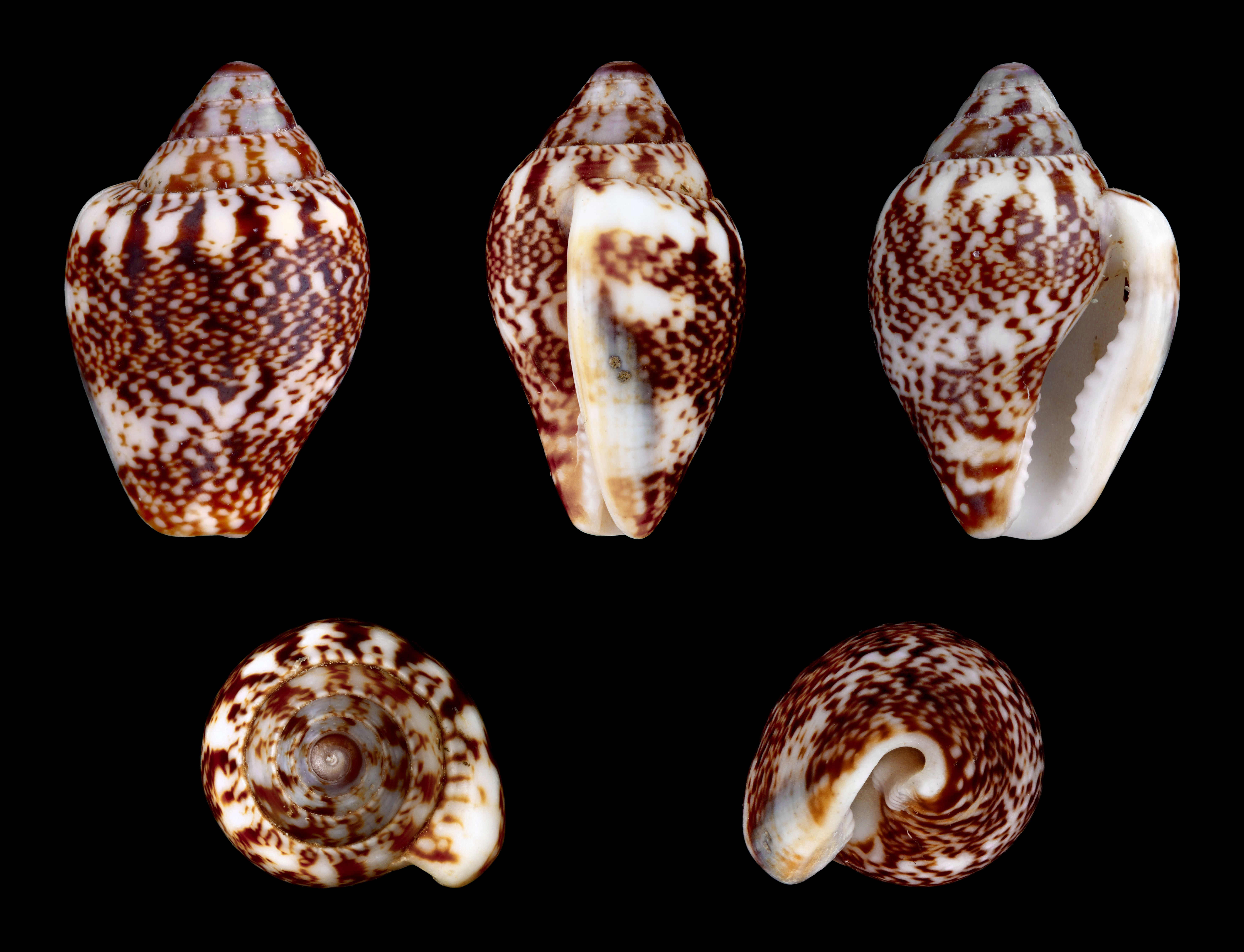
Columbella rustica, Columbellidae
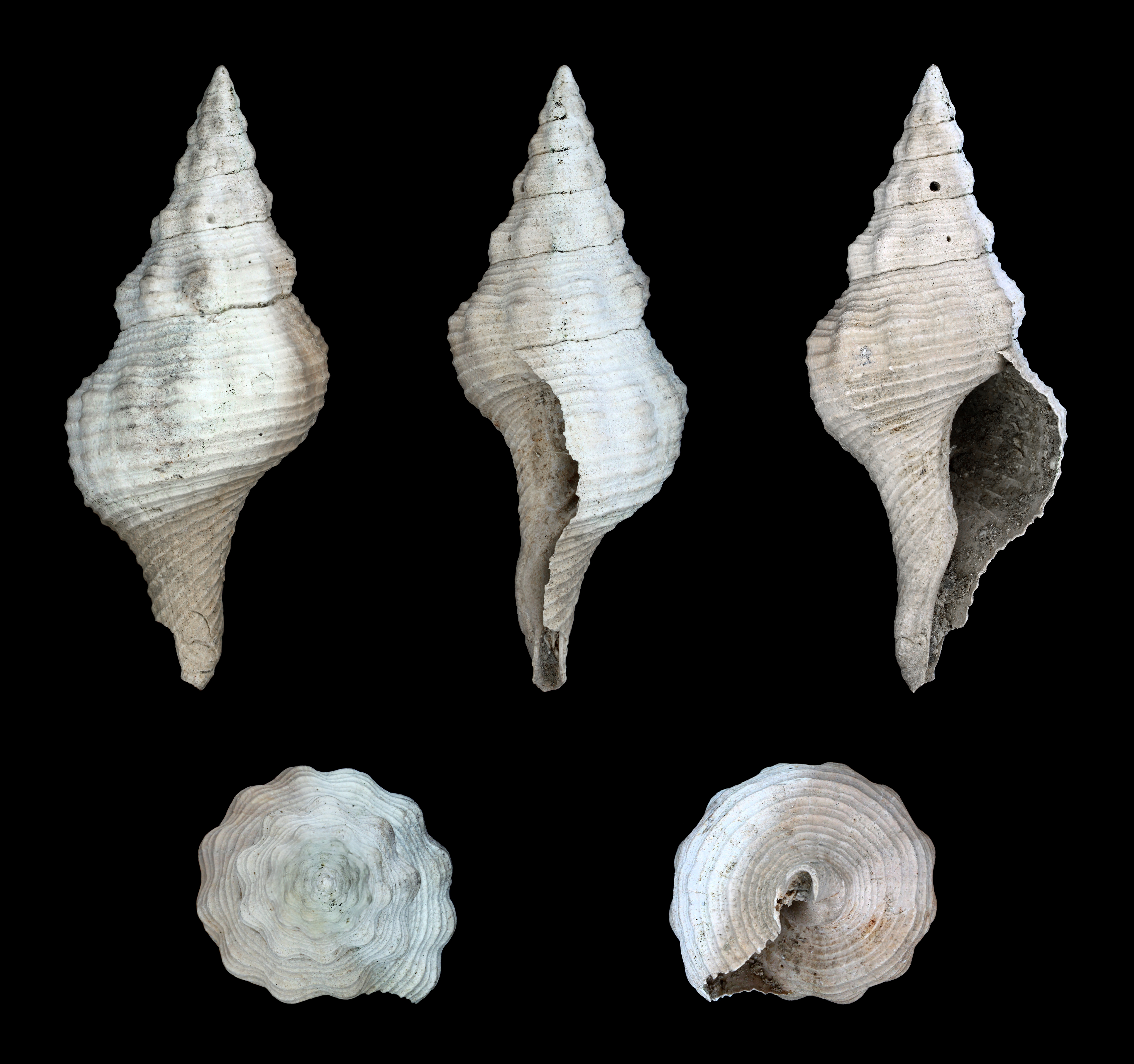
Fasciolaria scalarina, Fasciolariidae
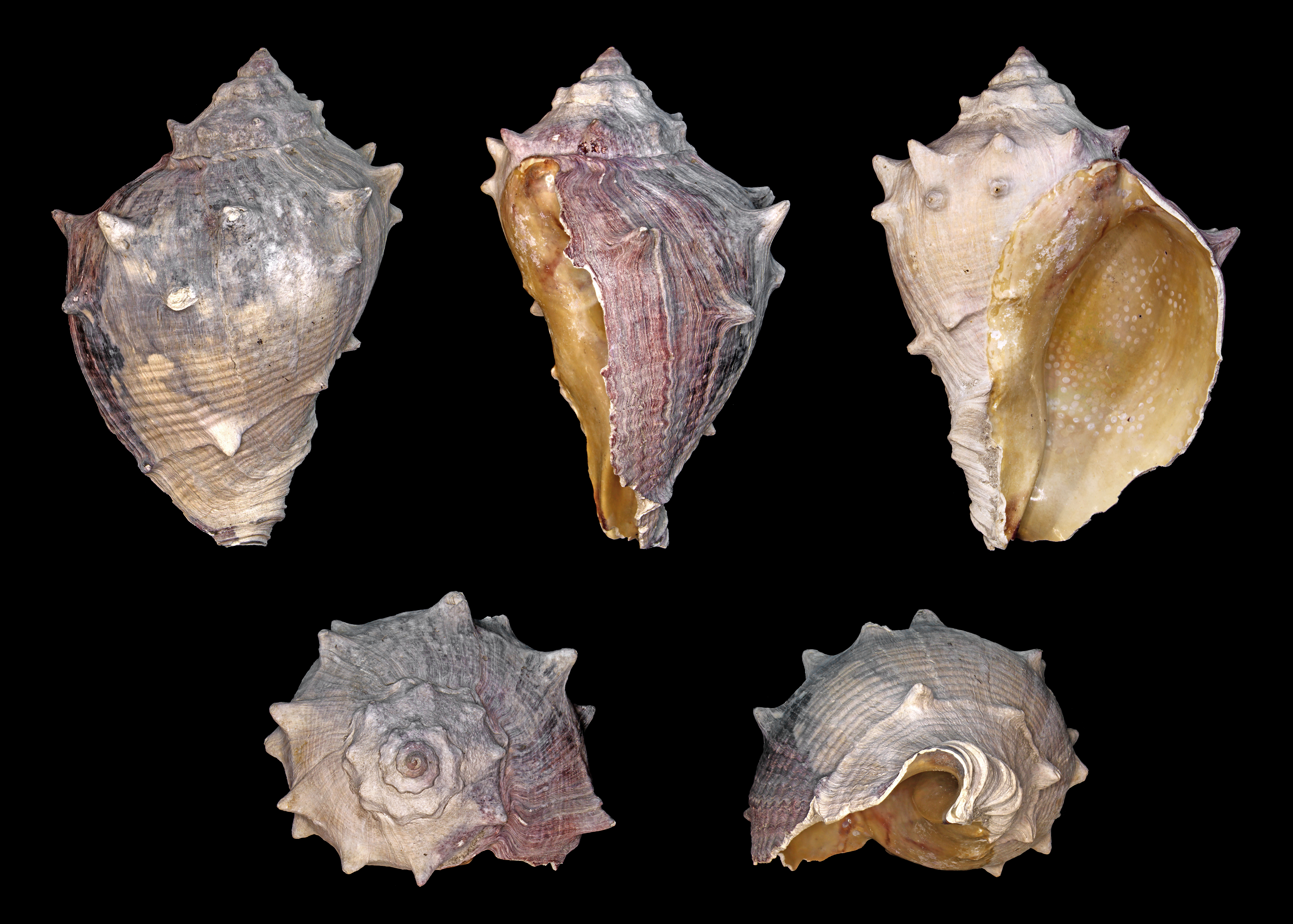
Melongena consors, Melongenidae
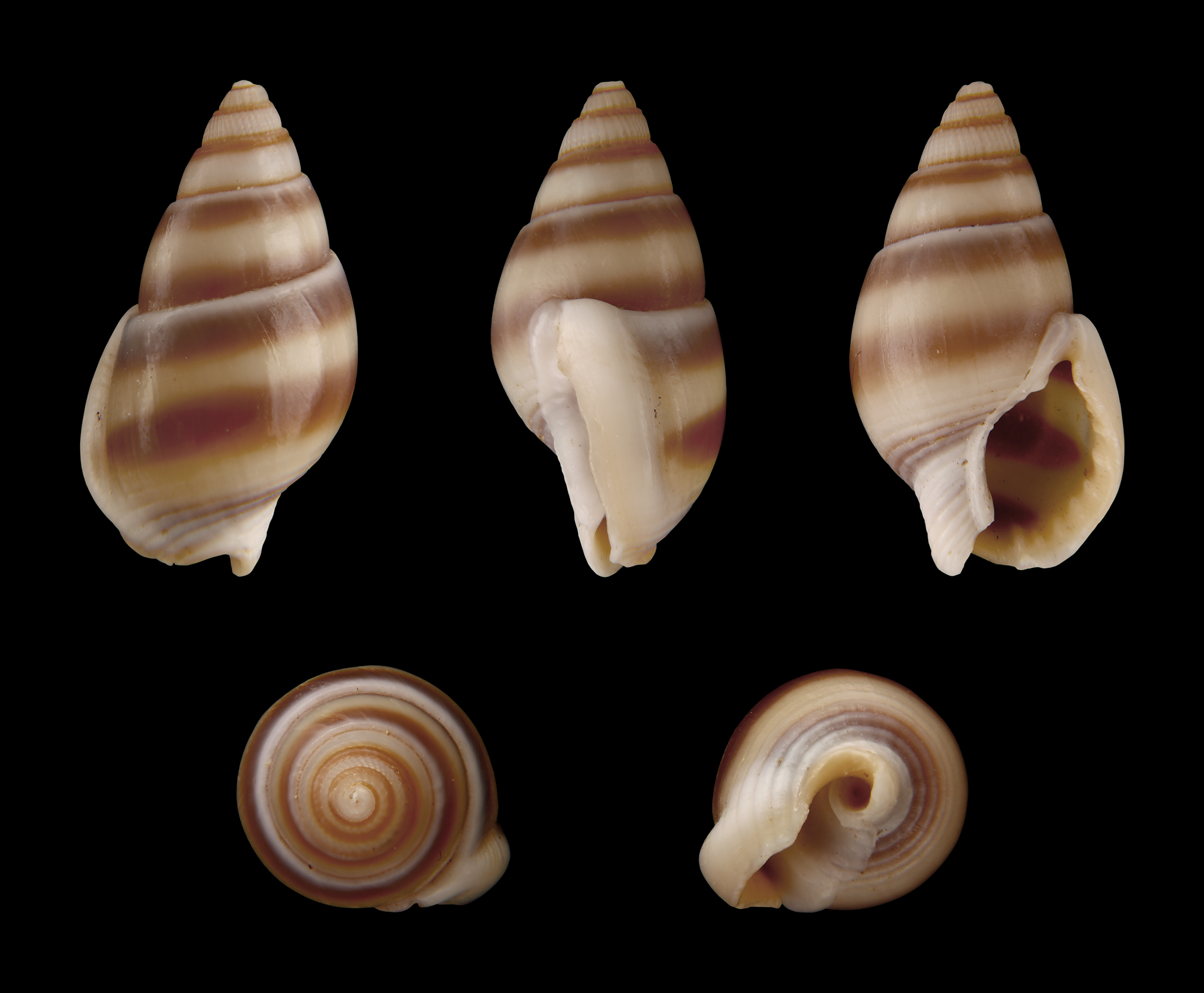
Nassarius reeveanus, Nassariidae
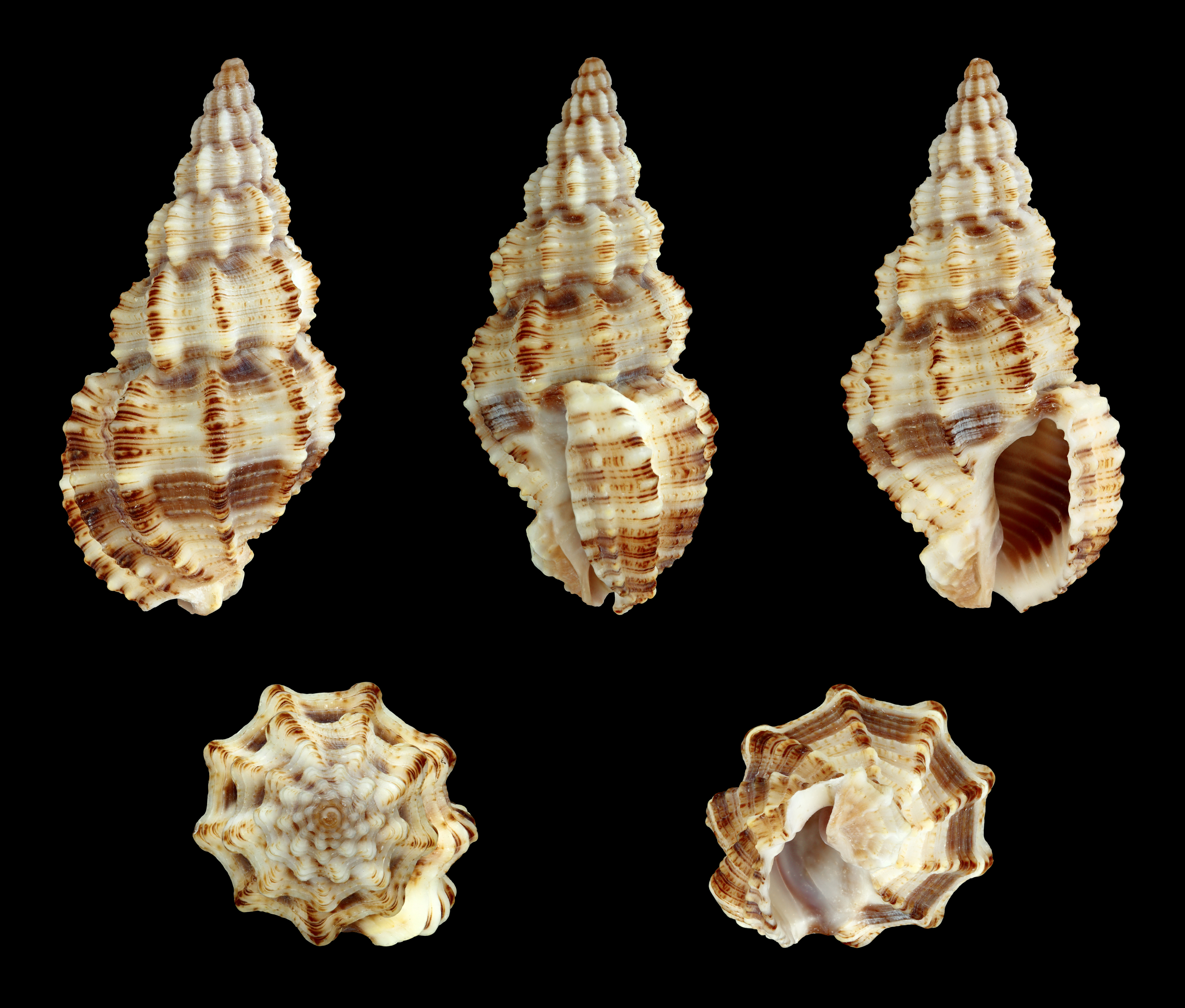
Phos senticosus, Nassariidae